# Bârsănești
Bârsăneşti é uma comuna romena localizada no distrito de Bacău, na região de Moldávia. A comuna possui uma área de 70.38 km² e sua população era de 5199 habitantes segundo o censo de 2007.